# 尚索尔地区圣朱利安
尚索尔地区圣朱利安（法語：Saint-Julien-en-Champsaur）是法国上阿尔卑斯省的一个市镇，位于该省中部，属于加普区（Gap）。该市镇的总面积为10.04平方公里，2009年时的人口为360人。
尚索尔是附近河谷的名称，属于伊泽尔河水系。

## 人口
尚索尔地区圣朱利安人口变化图示
| 数据来源：INSEE |